# Oudbeitje
Oudbeitje is een Belgisch fruitbier (met 30% aardbeien) op basis van lambiek.
Dit bier wordt geproduceerd in Geuzestekerij Hanssens Artisanaal te Dworp.
Het is een amberkleurig bier met een alcoholpercentage van 6%.